# 许宁 (1963年)
许宁（1963年5月—），男，汉族，浙江杭州人，中华人民共和国政治人物，现任宁夏回族自治区政协副主席。第十三届全国人大代表。